# 國家生技醫療產業策進會
國家生技醫療產業策進會（英語：Institute for Biotechnology and Medicine Industry），簡稱生策會或IBMI，為中華民國的社團法人機構，位於台北市台北生技園區內。現任會長為翁啟惠、副會長為楊泮池、林百里、蔡長海。
2002年3月正式成立，其宗旨設定為「生技醫療升級 全民健康加分」，以作為策進生技醫療產業之統合性組織，伴隨台灣生技醫療發展脈絡，推展關鍵任務。

## 沿革
- 1998年以「國家醫藥發展委員會」開始運作。
- 2002年3月「國家生技醫療產業策進會」正式成立

## 歷任會長
三年一任的無給職。
- 第一、二任（2002年－2009年）：王金平
- 第三、四任（2009年－2016年）：陳維昭
- 第五任（2016年－2019年）：張善政
- 第六、七任（2019年－）：翁啟惠

## 成果
- 2002年3月推動「國家生技醫療品質獎」評選機制，獎勵卓越品質之產品及服務
- 2002年辦理「放寬《健康食品管理法》」公聽會，建立雙軌制度架構
- 2003年推動「國家新創獎」評選機制，獎勵生技創新研發成果
- 2003年出版《台灣生物科技法律百科》、《台灣生醫趨勢年鑑綜覽》
- 2004年設立國家品質標章（Symbol of national Quality, SNQ）驗證機制
- 2004年協助行政院衛生署中醫藥委員會輔導傳統中藥廠實施GMP
- 2006年配合行政院衛生署「結核病十年減半全民動員計畫」，成立結核病防治整合型研發計畫推動辦公室
- 2007年推動施行「生技新藥產業發展條例」
- 2008年協商修訂生技新藥公司研究與發展及人才培訓支出適用投資抵減辦法等施行細則
- 2008年籌辦生技新藥開發環境促進論壇，推動審查一元化並促成行政院衛生署食品藥物管理局設立
- 2008年成立慢性腎臟病防治科技研究推動辦公室，整合腎病資料庫、投入流病與高危研究
- 2009年十一人小組出訪大陸、促使達成兩岸醫藥衛生合作協議共識
- 2009年啓動「生醫產業政策智庫平台」運作，彙集產業意見
- 2010年推動兩岸醫藥衛生合作協議納入第六次江陳會完成簽署
- 2010年投入生醫政策總體檢，推進《科技基本法》、《人體生物資料庫管理條例》、《醫療法》修法
- 2011年舉辦臺灣食品安全管理總體檢論壇（页面存档备份，存于）
- 2010年協助行政院衛生署疾病管制局建立傳染病預防防疫產品可行性評估機制
- 2011年陳維昭會長以「策勵精進醫學教育研究水準、積極倡議兩岸醫藥衛生合作，盡瘁生技醫療品質發展、推動國家品質標章認證」獲頒大綬景星勳章
- 2011年推動兩岸醫藥品與臨床試驗管理制度合作、邀集兩岸8家醫院啟動GCP交流
- 2012年舉辦生技醫療產業政策總體檢，自資源面、環境面、體制面、法規面，匯聚專家研擬生醫產業四篇16條33項建言
- 2012年推進生技新藥產業發展條例放寬醫材適用修法進入二讀
- 2013年食安風險管理系列體檢，提出建立食品安全事件風險等級等6大政策建議
- 2013年出版《標竿生技（Bio Taiwan Highlights）》，公布生醫上市櫃營運評估及生技新藥研發調查結果
- 2013年彙整慢性腎臟病科技研究實證，出版醫療科普專書《腎臟哪裡有問題》
- 2014年於兩岸企業家峰會推進臨床試驗暨審查合作協議共識，雙邊各4家臨床試驗中心數據得以整合、減少重複試驗
- 2014年與中國藥促會簽署合作、共同舉辦第一屆兩岸生技新藥產業合作論壇暨商洽會
- 2015年推動醫院評鑑納入鼓勵採用生技新藥產業發展條例審議通過、完成研發並經核准上市者之新興藥品及醫療器材
- 2015年發表《標竿生技 BioTaiwan Highlights》、《TOP醫療在台灣》
- 2016年於新任總統、副總統當選人生技產業之旅，提出生技產業短中長期策略方案建言
- 2016年與中國藥促會共同舉辦第二屆兩岸生技新藥產業合作論壇暨商洽會
- 2016年啟動Taiwan Healthcare plus國際入口平台上線
- 2017年發表生技醫療產業調查報告，公告產業景氣、投資信心
- 2017年召開「生技醫療產業經營者大會」，正式向總統、行政院長提出「法規及臨床資源整合」、「研發、試驗及生產製造」、「財稅、資本及上市籌資」、「市場、國際連結與人才」建言書
- 2017年與中國醫藥創新促進會、香港生物醫藥創新協會及澳門國際中藥品質研究會簽署《兩岸四地生物醫藥創新合作協定》
- 2017年首辦台灣醫療科技展（页面存档备份，存于），以醫療為核心串連大健康產業鏈
- 2018年與港交所簽署合作備忘錄、並對生技上市制度提出建議
- 2018年參與臺澳年度經貿會議，提出台澳數位醫療合作案並經雙邊官方正式採納推動
- 2018年與澳洲醫療軟體產業協會、以色列創新科技產業協會、馬來西亞細胞治療協會、泰國工業總會醫材分會、泰國私立醫院協會、醫療資訊協會等六機構簽署合作協議
- 2018年首辦MEDTEX亞洲醫療科技創新論壇
- 2019年推動台灣醫療科技展成為台灣第六大國際會展
- 2020年生策會向立法院、行政院科技會報，並拜會總統、副總統遞交「後COVID-19世代的大健康產業發展策略」產業建議書
- 2021年與台灣顯示器產業聯合總會(TDUA)攜手共推顯示器產業進軍高階醫療市場
- 2021年翁啟惠會長獲「2021威爾許化學獎Welch Award in chemistry」

## 事件
- 2007年與中央研究院一同提出「生技新藥產業發展條例」草案，獲得行政院及立法院支持，於6月15日完成三讀通過。生策會表示由於國內生技產業環境不健全、資源分散以及法條規章過於嚴苛，導致產業多年來停滯不前，透過法令鬆綁，使產、官、學界人士可以合作互補，且在稅法及募資上提供較寬鬆待遇，國內生技新藥以及二類高階醫療器材廠商可望受惠。[1]
- 2009年5月向行政院院長劉兆玄提出建言，呼籲兩岸會談納入「合作推動新藥臨床試驗暨建立相互承認機制」，同年9月由陳維昭會長及翁啓惠總顧問率隊前往北京參訪，此行達成六項合作共識，促成「兩岸醫藥衛生合作協議」得以正式納入第六次江陳會談。協議內容涵括：傳染病防治、醫藥品安全管理及研發、中醫藥研究交流與中藥材安全管理、緊急防治等。
- 2012年6月底召開台灣生技醫療政策總體檢論壇，匯集產、官、學專家意見，就環境面、體制面、資源面、法規面擬定四篇16條33項完整建言。行政院院長陳冲與立法院院長王金平於8月底記者會時宣布，其中11項如獎勵在台研發新藥及放寬生技條例補助對象，政府將立即執行，並於未來一年內陸續推動其他12項政策，以期優化國內生醫產業發展環境。[2]
- 2015年推動「採購生技產業發展條例審議通過之新興藥品及醫療器材」納入醫院評鑑指標之一，鼓勵醫院採購國產生技新藥和醫療器材，以促進國內生技醫藥產業發展、提升醫療健康水準。[3]
- 2016年蔡英文政府上台後，據傳前行政院院長張善政主持的生策會有「叫不動」的問題，無法執行民進黨的政策目標，2017年6月底責成副總統陳建仁出馬主導成立「台灣生技醫藥產業聯盟」另起爐灶。生策會發表聲明表示，近日幾篇報導未能探究產業實務困境與對策，對生策會長久以來支持政府、共同推動生醫產業立場與貢獻多有臆測造成外界錯誤理解，生技產業是需要集合大家力量而絕不能誤導，讓外界以為連政府首長也在「選邊站」，對於生技產業將是莫大傷害，也影響產業對政府的信任。[4]
- 2017年4月訪調477家原料藥、製藥、醫材、生技服務等生醫相關企業，其中189家回覆意見，生策會逐一條列彙整，於5月底召開生技醫療經營者會議，歸納出「生醫法規及臨床資源整合」、「研發、試驗及生產製造」、「財稅、資本及上市籌資」、「市場、國際連結與人才引進」四大面向建言，呈予總統及行政院長，轉達產業迫切問題與建言。[5]
- 2017年提出「大健康產業」藍圖，以台灣優勢醫療為核心，整合跨領域產業從IT電子產業、醫資通訊、生技製藥、創新醫材到精準醫療和預防醫學等，於當年12月首辦「台灣醫療科技展」，以醫院為主軸串連生技與科技產業共同展出，帶動上中下游不同產業鏈共榮發展。[6]
- 2019年副會長楊泮池於台灣醫療科技展開幕當日發表「台灣醫療大健康產業新願景」，提出繼「精準醫療」後，下一步應聚焦「精準健康」，透過評估與偵測罹病風險，進行預防及健康促進，避免邁入罹病階段，將是未來努力的目標。[7]
- 2020年敦聘前副總統陳建仁院士擔任生策會總顧問。[8]
- 2021年敦聘英業達集團會長葉國一、台新金控董事長吳東亮、富邦金控董事長蔡明興擔任顧問，襄助推動大健康產業。[9]

## 外部連結
- 國家生技醫療產業策進會（页面存档备份，存于）
- SNQ國家品質標章（页面存档备份，存于）
- 國家新創獎（页面存档备份，存于）
- 台灣醫療科技展（页面存档备份，存于）
- Taiwan Healthcare+（页面存档备份，存于）